# Михайлов, Алексей Дмитриевич
Алексе́й Дми́триевич Миха́йлов (1902, село Сычевка Сычевского уезда Смоленской губернии, теперь Сычевского района Смоленской области, Российская Федерация — 22 сентября 1938, Киев) — советский партийный деятель, 2-й секретарь Черниговского обкома КП(б)У. Кандидат в члены ЦК КП(б)У в июне — августе 1937 г. Член ЦК КП(б)У в августе 1937 — апреле 1938 г. Депутат Верховного Совета СССР 1-го созыва. Входил в состав особой тройки НКВД СССР.

## Биография
Родился в феврале 1902 года в семье кузнеца. В 1915 году окончил заводскую школу в селе Ржавые Обоянского уезда Курской губернии. В феврале 1916 — августе 1920 г. — подручный слесаря сахарного завода в селе Ржавые Обоянского уезда. В 1920 году вступил в комсомол.
В августе 1920 — январе 1922 г. — курьер, член коллегии Славянского уездного отдела труда и социального обеспечения Донецкой губернии.
Член РКП(б) с марта 1921 года.
В январе — мае 1922 г. — заведующий отделом политического просвещения Славянского уездного комитета комсомола (ЛКСМУ) Донецкой губернии.
В мае 1922 — июне 1925 г. — студент Коммунистического университета имени Артема в городе Харькове, окончил трехлетний курс.
В июне — декабре 1925 г. — секретарь партийного коллектива КП(б)У Славянского завода «Красный химик». В декабре 1925 — апреле 1927 г. — заведующий агитационно-пропагандистского отдела Славянского районного комитета КП(б)В Артемовского округа. В апреле 1927 — марте 1928 г. — заведующий агитационно-пропагандистского отдела Гришинского районного комитета КП(б)У Артемовского округа. В марте 1928 — ноябре 1929 г. — заведующий Артемовского окружного отдела политического просвещения КП(б)У.
В ноябре 1929 — феврале 1930 г. — заведующий сектором культуры заводского комитета металлистов Рыковского металлургического завода имени Рыкова. В феврале — сентябре 1930 г. — заместитель заведующего организационного отдела Рыковского (Енакиевского) городского комитета КП(б)У. В сентябре 1930 — июле 1932 г. — редактор газеты «Знамя ударника» в городе Рыков (Енакиево).
В июле 1932 — сентябре 1933 г. — заведующий отделом промышленности редакции газеты «Известия ВУУВХ» в городе Харькове.
В сентябре 1933 — январе 1935 г. — начальник Политического отдела машинно-тракторной станции в селе Ольшана Недригайловского района Черниговской области.
В январе 1935 — сентябре 1936 г. — 1-й секретарь Недригайловского районного комитета КП(б)В Черниговской области.
В сентябре 1936 — мае 1937 г. — слушатель Высшей школы партийных организаторов при ЦК ВКП(б) в городе Москве.
В мае 1937 — апреле 1938 г. — 2-й секретарь Черниговского областного комитета КП(б)У. В сентябре 1937 — апреле 1938 г. — исполнял обязанности 1-го секретаря Черниговского областного комитета КП(б)У. Этот период отмечен вхождением в состав особой тройки, созданной по приказу НКВД СССР от 30.07.1937 № 00447 и активным участием в сталинских репрессиях.
Арестован 25 марта 1938 года. Расстрелян 22 сентября 1938 года в Киеве.